# Николаи, Филипп
Фили́пп Никола́и (нем. Philipp Nicolai; 10 августа 1556, Менгерингхаузен, Вальдек-Франкенберг — 26 октября 1608, Гамбург) — немецкий лютеранский богослов, поэт, композитор, духовный писатель

 и гамбургский проповедник; доктор богословия. Он наиболее широко известен как исполнитель гимнов

## Биография
Филипп Николаи родился 10 августа 1556 года в немецком городе Бад-Арользене, где его отец был лютеранским пастором. 
Его раннее образование включает учебу в Касселе, Гессене, Хильдесхайме в Нижней Саксонии и Дортмунде в Вестфалии. Затем он изучал теологию в Эрфуртском университете, где был учеником Людвига Гельмбольда.

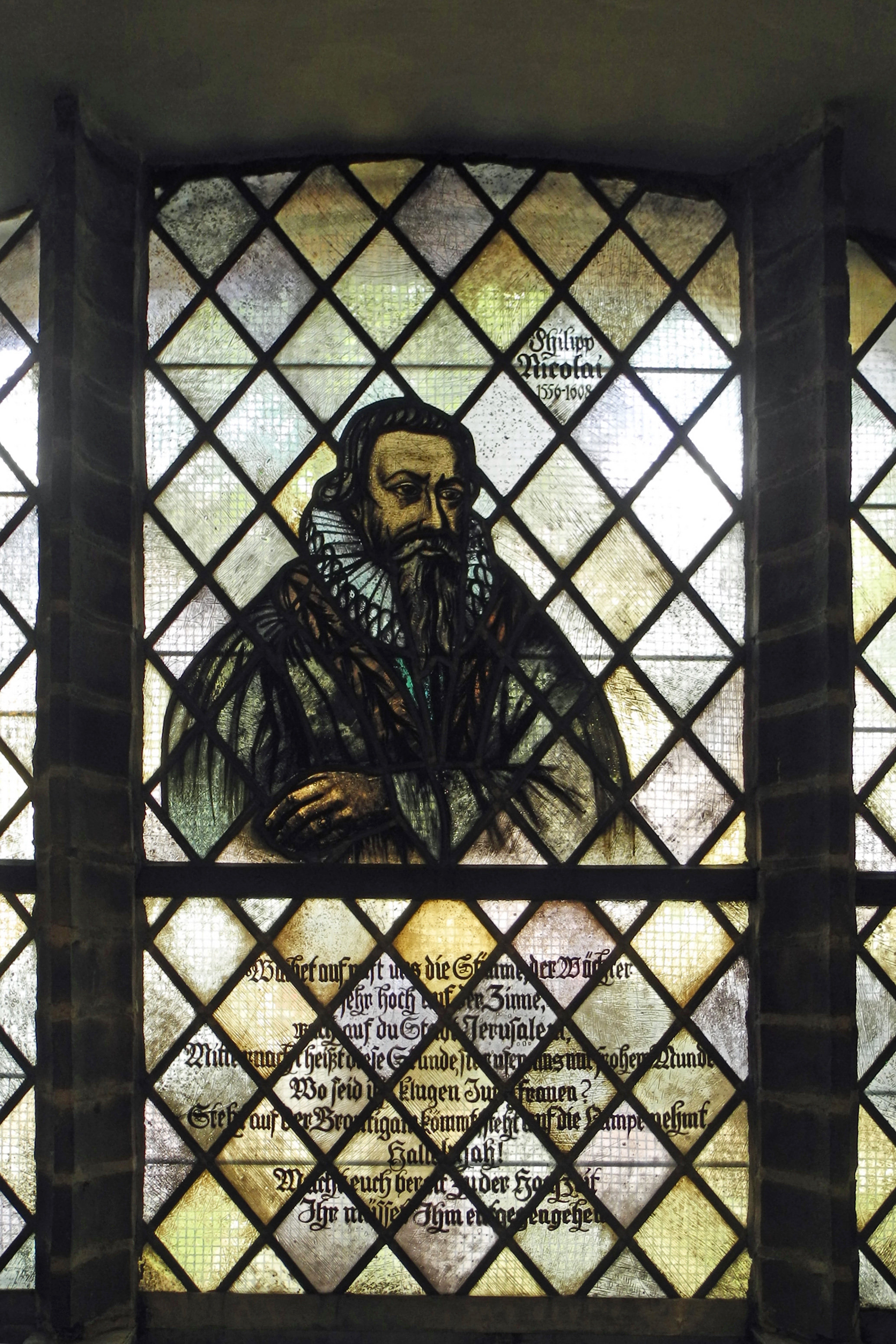
Филипп Николаи

В 1583 году Ф. Николаи, как и его отец, был рукоположен в лютеранские пасторы. Впоследствии он был изгнан во время Контрреформации. В 1588 году он стал пастором в Алтвилдангене в Гессене. Он получил степень доктора богословия в Виттенбергском университете в 1594 году. В 1601 году он был избран главным пастором церкви Святой Екатерины в городе Гамбурге.
Филипп Николаи был автором двух известных гимнов: «Wachet auf, ruft uns die Stimme» и «Wie schön leuchtet der Morgenstern», иногда называемых королём и королевой хоралов соответственно. Эти два хорала вдохновили многих композиторов, в том числе Иоганна Себастьяна Баха, чьи хоральные кантаты основаны на них. Органная транскрипция Баха, опубликованная в Хорале Иоганна Георга Шюблера (1720—1755), стала всемирно известной. Николай считается последним примером традиции мейстерзингеров, в которой слова и музыка, текст и мелодия исходят от одного и того же исполнителя.
Кроме того Николаи автор многочисленных полемических брошюр против кальвинистов.
Филипп Николаи скончался 26 октября 1608 года в городе Гамбурге.
Николаи отмечен в «Лютеранском церковном календаре» («Календаре святых») лютеранской церкви в день смерти — 26 октября вместе с коллегами-гимнистами Иоганнесом Херманном и Паулем Герхардтом.